# Ágúst Már Jónsson
Ágúst Már Jónsson (* 17. August 1960) ist ein ehemaliger isländischer Fußballspieler. Der Verteidiger bestritt zwischen 1986 und 1989 23 Länderspiele.